# Jacopo Lahbi
Jacopo Lahbi (Treviso, 1º giugno 1993) è un mezzofondista italiano specializzato negli 800 metri piani di cui è stato semifinalista agli Europei di Amsterdam 2016.

## Biografia
Figlio di una ex pallavolista e podista amatoriale, Valentina Girardi, viene allenato da suo padre Faouzi Lahbi, ex campione marocchino specializzato negli 800 metri, medaglia di bronzo ai mondiali indoor di Indianapolis nel 1987, e ha un fratello minore, Tobia nato nel 1994, anche lui atleta ed ostacolista sul giro di pista, tesserato per l'Atletica Mogliano società presieduta dal nonno Romeo Girardi.
Dal 2003, anno del suo primo tesseramento all'età di 10 anni (categoria Esordienti), ha iniziato a gareggiare per l'Atletica Mogliano.
Dopo essere stato assente ad entrambi i campionati italiani cadetti nel biennio di categoria 2007-2008, il 2009 lo vede gareggiare ai nazionali allievi dove giunge settimo negli 800 m.
Nel 2010 diventa campione italiano allievi sugli 800 m; quarto classificato sui 1000 m invece ai nazionali allievi indoor.
Dopo un 2011 interlocutorio, il 13 luglio del 2012 partecipa in Spagna ai Mondiali under 20 di Barcellona uscendo in batteria negli 800 m; in Italia invece, sulla stessa distanza, diventa campione juniores.
L'11 luglio del 2013, prende parte agli Europei under 23 di Tampere (Finlandia) non superando la fase delle batterie (secondo degli esclusi dalla finale, subito dietro il norvegese Filip Ingebrigtsen); di contro, ai campionati italiani promesse si laurea campione nazionale negli 800 m ed agli assoluti di Milano, sulla stessa distanza, non va oltre le batterie.
Dal 2014, dopo aver vinto una borsa di studio dell'Università dell'Alabama, si è trasferito a vivere negli Stati Uniti d'America, per studiare Commercio estero ed allenarsi a Tuscaloosa; nello stesso anno il 15 giugno termina sesto ai Mediterranei under 23 di Aubagne in Francia, mentre il 10 luglio dell'anno seguente non riesce ad andare oltre le batterie negli 800 m agli Europei under 23 di Tallinn (Estonia)
Il 23 aprile del 2016 correndo gli 800 metri in 1'47"31 in un Meeting ad Auburn negli States ottiene il minimo per partecipare agli Europei di Amsterdam, facendo così meglio dell'1'47"60 richiesto dalla FIDAL come standard minimo di iscrizione per gli 800 metri uomini.
Il 24 giugno agli assoluti di Rieti non supera la fase delle batterie negli 800 m.
In seguito prende parte, per la prima volta in carriera, ad una rassegna seniores con la Nazionale azzurra (esordio per lui con la rappresentativa italiana assoluta): gareggia infatti nei Paesi Bassi agli Europei di Amsterdam, dove arriva sino alle semifinali uscendo dalla competizione l'8 luglio.

## Curiosità
- Con un personal best promesse al coperto sugli 800 metri di 1'48"28, si colloca all'ottavo posto tra i migliori ottocentisti italiani under 23 indoor di sempre[7].
- Nel triennio 2016[8]-'15[9]-'13[10] è stato il secondo miglior ottocentista italiano stagionale, sempre dietro il primatista Giordano Benedetti.
- Durante il triennio 2016[11]-'15[12]-'14[13] è stato il leader italiano stagionale negli 800 metri al coperto.

## Progressione

### 800 metri piani
| Stagione | Tempo   | Luogo            | Data      | Rank. Mond. |
| -------- | ------- | ---------------- | --------- | ----------- |
| 2017     | 1'47"98 | Gainesville      | 31-3-2017 | -           |
| 2016     | 1'47"27 | Amsterdam        | 7-7-2016  | -           |
| 2015     | 1'46"79 | Starkville       | 14-5-2015 | -           |
| 2014     | 1'48"69 | Tuscaloosa       | 11-4-2014 | -           |
| 2013     | 1'47"52 | Rovereto         | 5-7-2013  | -           |
| 2012     | 1'49"15 | Caprino Veronese | 9-6-2012  | -           |
| 2011     | 1'50"64 | Trento           | 26-7-2011 | -           |
| 2010     | 1'53"83 | Mogliano Veneto  | 23-6-2010 | -           |
| 2009     | 1'57"32 | Grosseto         | 4-10-2009 | -           |

### 800 metri piani indoor
| Stagione | Tempo   | Luogo        | Data      | Rank. Mond. |
| -------- | ------- | ------------ | --------- | ----------- |
| 2017     | 1'49"32 | Nashville    | 24-2-2017 | -           |
| 2016     | 1'49"07 | Fayetteville | 26-2-2016 | -           |
| 2015     | 1'48"28 | Nashville    | 24-1-2015 | -           |
| 2014     | 1'48"77 | Lexington    | 25-1-2014 | -           |
| 2010     | 2'00"72 | Ancona       | 30-1-2010 | -           |
| 2009     | 2'06"62 | Padova       | 24-1-2009 | -           |

## Palmarès
| Anno | Manifestazione        | Sede       | Evento      | Risultato  | Prestazione | Note   |
| ---- | --------------------- | ---------- | ----------- | ---------- | ----------- | ------ |
| 2012 | Mondiali juniores     | Barcellona | 800 m piani | Batteria   | 1'55"45     | [ 14 ] |
| 2013 | Europei under 23      | Tampere    | 800 m piani | Batteria   | 1'48"73     | [ 15 ] |
| 2014 | Mediterranei under 23 | Aubagne    | 800 m piani | 6º         | 1'50"95     | [ 16 ] |
| 2015 | Europei under 23      | Tallinn    | 800 m piani | Batteria   | 1'50"51     | [ 17 ] |
| 2016 | Europei               | Amsterdam  | 800 m piani | Semifinale | 1'48"47     | [ 18 ] |

## Campionati nazionali
- 1 volta campione promesse negli 800 m (2013)
- 1 volta campione juniores negli 800 m (2012)
- 1 volta campione allievi negli 800 m (2010)

2009
- 7º ai Campionati italiani allievi e allieve, (Grosseto), 800 m - 1'57"32[19]

2010
- 4º ai Campionati italiani allievi-juniores-promesse indoor, (Ancona), 1000 m - 2'38"56[20]
- Oro ai Campionati italiani allievi e allieve, (Rieti), 800 m - 1'54"30[21]

2011
- 17º ai Campionati italiani juniores e promesse, (Bressanone), 800 m - 1'57"84[22]

2012
- Oro ai Campionati italiani juniores e promesse, (Misano Adriatico), 800 m - 1'54"52[23]

2013
- Oro ai Campionati italiani juniores e promesse, (Rieti), 800 m - 1'50"50[24]
- In batteria ai Campionati italiani assoluti, (Milano), 800 m - 1'53"38[25]

2016
- In batteria ai Campionati italiani assoluti, (Rieti), 800 m - 1'49"99[26]

## Altre competizioni internazionali
2010
- 6º nell’Incontro internazionale under 18 Italia-Francia-Slovenia, ( Chiuro), 800 m - 1’57”87[27]